# Stene (België)
Stene is een plaats in de Belgische provincie West-Vlaanderen en een deelgemeente van de kuststad Oostende, het was een zelfstandige gemeente tot aan de gemeentelijke herindeling van 1971. De deelgemeente bestaat uit twee delen: Stene-Dorp, dat de oude dorpskern van Stene en de wijk Hoge Barrière omvat, en Konterdam.

## Geschiedenis van Stene-dorp
De naam van het dorp duikt voor het eerst op in 1171 als "Steenen" in een brief van graaf Filips van de Elzas "...te weten in de Parochien van Slype, Leffinge, Steenen en O.L.Vrouwe Kapelle, voor altijd zouden toebehoren aan de Tempeliers, ...". Later werd de naam verbasterd tot Steen, Steena en uiteindelijk tot Stene.
De naam is afkomstig van steen of burcht, afkomstig van het Germaanse "staina" - steen, (denk aan het Gravensteen in Gent of het Steen in Antwerpen). Waarschijnlijk was er hier een versterking opgetrokken, mogelijk uit de tijd van Karel de Grote, ter bescherming van de schaarse kustbewoners tegen de invasies van de Noormannen. Men vermoedt dat deze versterking stond op de plaats waar nu de pastorie staat. Hiervan is er echter geen enkel spoor meer overgebleven. Vermoedelijk stond er een kapel naast. Deze zou dan later geleid hebben tot de parochiekerk van Stene, vermoedelijk gebouwd onder Robrecht de Fries (1071-1093). De naam kan echter ook verwijzen naar een stenen kaai die zich hier bevond, want Stene grensde toen aan de zee.
De kerk van Stene stond onder patronaat van de Tempeliers van de Commanderij van Slijpe, toegekend door Filips van de Elzas in 1171. De orde van de Tempeliers werd ontbonden in 1312. In 1430 kwam het kerkje dan, samen met onder andere het duinenkerkje van Mariakerke onder het patronaat van Adolf IV van Kleef-Mark, echtgenoot van Maria van Bourgondië (dochter van de Bourgondische hertog Jan zonder Vrees, niet te verwarren met haar naamgenote, de dochter van Karel de Stoute). Hij was hertog van Kleef (in het Rijnland) (regeerde van 1394 tot 1448) en heer van Wijnendale.
In de Vroege middeleeuwen behoorde Stene tot het 'Camerlinx Ambacht' van het Brugse Vrije, het ambacht van de kamerling. Het woord 'Camerlinx' verwijst naar het Frankische woord 'kamerling', dat wil zeggen kamerheer. Schouten van dit ambacht waren de heren van Grammene, in de 12e en 13e eeuw erfelijke kamerlingen van Vlaanderen. Het wapenschild van dit ambacht, geschaakt van zilver en lazuur (blauw), is dat van de familie Van Grammene, en komt ook voor in het wapen van Oudenburg, eertijds hoofdplaats van het ambacht.
Gedurende het Beleg van Oostende (1601-1604) stond er in Stene het Spaans Fort Sint-Clara (genoemd naar de tweede voornaam van de aartshertogin Isabella-Clara-Eugenie), aan het einde van de huidige Stuiverstraat. Later werd er hier de Sint-Clarahoeve gebouwd, waar nu de kantoren van Woonwel in zijn gevestigd.
Door lintbebouwing werd de dorpskern al snel verbonden met Oostende en op 1 januari 1971 werd de fusie voltrokken. Stene was geen afzonderlijke gemeente meer. Het dorp in de stad had zijn dorpse allures verloren.

## Demografische ontwikkeling
- Bronnen:NIS, Opm:1831 tot en met 1970=volkstellingen; 1976 = inwoneraantal op 31 december

## Bezienswaardigheden
De dorpskern is niet groot en ligt rond het charmante kerkje. De Stenedorpstraat (een beschermd dorpsgezicht) bestaat nu bijna uitsluitend uit restaurants, geliefd bij de Oostendenaars en bezoekers omwille van de gezellige sfeer. Naast het restaurant 'De Vlasschaard' staat nog het oude molenhuis.
- De Molen van Stene uit 1853 verloor zijn wieken door een storm in 1927.

- In deze dorpskern vindt men ook het beeldje uit gebakken aarde 'Jantje van Stene' uit 1980, van de Steense kunstenaar Fernand Aneca.

- De Sint-Annakerk is een witgeschilderd bakstenen kerkje met zadeldaken. Het is een der oudste gebedsplaatsen langs de Belgische kust.

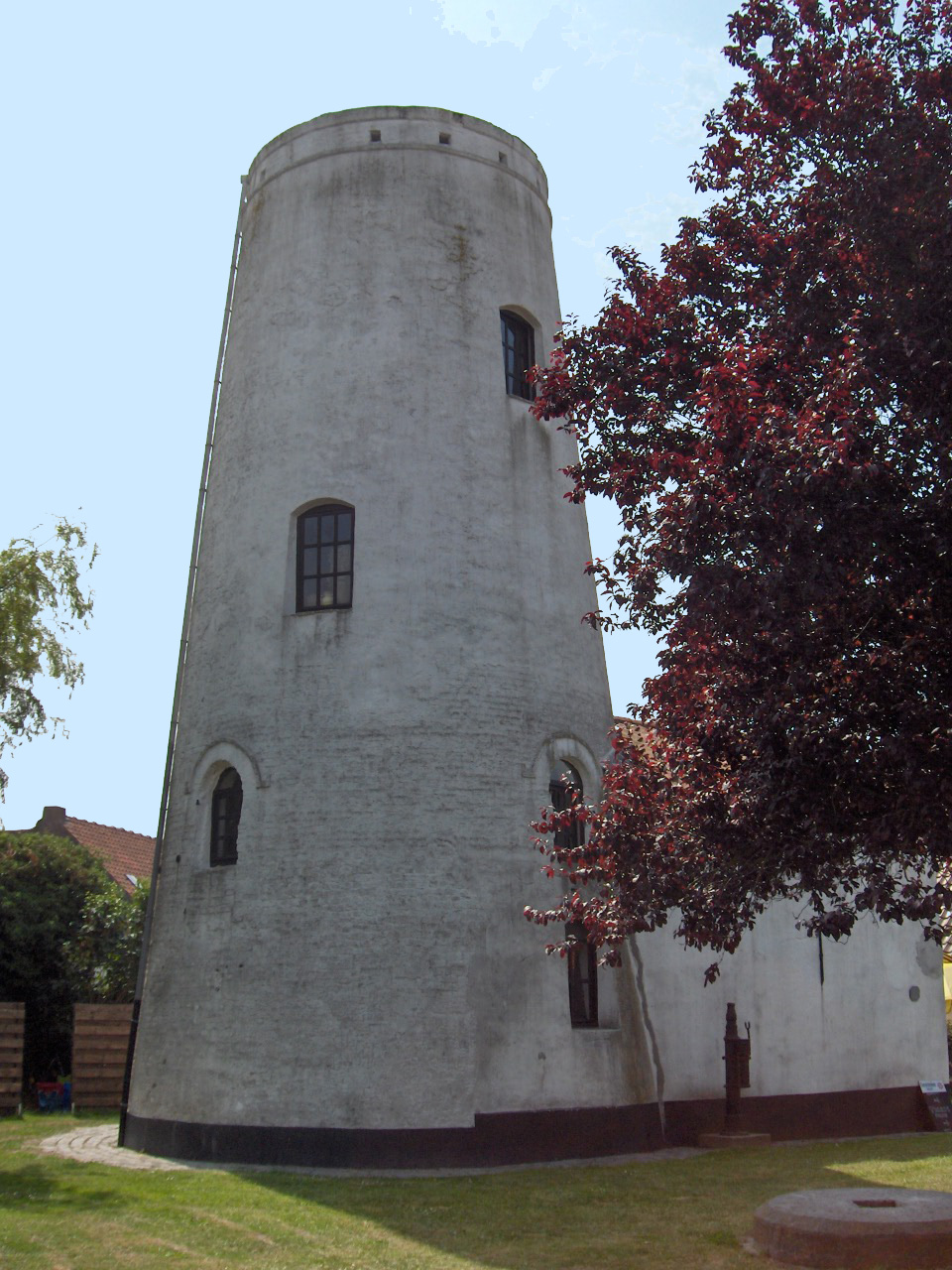
De molen van Stene, nu een cultureel centrum

- Er zijn in Stene nog enkele oude hoeves overgebleven, zoals
  - de Sandershoeve (ongeveer 1850) met een oud O.L.V.-kapelletje aan de inrit (hoek Zilverlaan en Steense Dijk)
  - hoeve "'t Boldershof" (ongeveer 1600) in het centrum vlak bij de kerk.
  - hoeve "De Lange Schuure" (rond 1820) (aan het einde van de Stuiverstraat en nu kinderboerderij)
  - hoeve "'t Meeuwenhof" (1808) (nabij het krekengebied van de Zandvoordse polder)
  - hoeve "De Stelle" (oorspronkelijk uit 1625) langs de Klemskerkestraat
  - 'De Cafhoekhoeve' (1865) langs de Schorredijk
  - "'t Rosmolenhof" (1869) langs de Schorredijk
  - "'t Pensjagerhof" (1890), langs de Jachthoornstraat

## Natuur en landschap
Stene is aan de noordzijde vastgebouwd aan de stedelijke bebouwing van Oostende. In het westen ligt de Luchthaven van Oostende. In het oosten vindt men het Oostends Krekengebied, ontstaan door inundaties tijdens het Beleg van Oostende (1601-1604). Dit gebied werd in de 17e eeuw ingepolderd als Keignaartpolder en Sint-Catharinapolder. De Snaaskerkepolder werd in 1720 door de Schorredijk omgeven en opnieuw geïnundeerd, maar nu als spuikom om de verzanding van de Haven van Oostende tegen te gaan. Omstreeks 1800, ten tijde van Napoleon, werden de polders drooggelegd en een viertal spuikommen aangelegd. De grote Spuikom van Oostende, begonnen in 1900, werd echter nooit voor dat doel gebruikt.
De Snaaskerkepolder, ook bekend als Schorre en gelegen ten zuiden van Stene, kreeg een dambordvormig wegen- en slotenpatroon. De droogmaking ervan begon in 1803.

## Sport en recreatie
Aan het einde van de Stuiverstraat, voorbij de Zilverlaan, vindt men het sportpark met een groot aantal voetbalvelden met goede infrastructuur. Naast dit sportpark is er een wielerpiste van 330 m lang en 7 m breed gebouwd.

## Politiek
Stene had een eigen gemeentebestuur en burgemeester tot de fusie van 1971. Burgemeester waren:
- 1795-1797: Stephanus Regout
- 1797-1799: Josephus Franciscus Faict
- 1799-1800: Johannes Baptiste Lahem
- 1800-1835: Josephus Franciscus Faict
- 1835-1838: Petrus Martinus Vermeire
- 1839-1842: Joannes Staessens
- 1843-1850: Joannes Josephus Vermeire
- 1851-1859: Franciscus Carolus Verkarre
- 1860-1867: Pieter Josephus Vercruysse
- 1867-1889: Leopoldus Franciscus Verkarre
- 1889-1895: Desiderius Josephus Vermote
- 1895-1899: Carolus Ludovicus Faict
- 1899-1912: Emilius Roose
- 1912-1920: Petrus Jacobus Vandeweghe
- 1920-1921: Stephaan Claeys
- 1921-1953: Petrus Jacobus Defever
  - 1941-1944: Mauritius François (oorlogsburgemeester)
- 1953-1967: Josef Hendrik Silvain Boels
- 1967-1970: Mauritius Polydorus Dewitte

## Geboren
- Oscar Naert (1913-1944), atleet
- Norbert Dedeckere (1948-2015), veldrijder
- Daniël Declercq (1935-2017), kunstschilder

## Nabijgelegen kernen
Oostende, Mariakerke, Raversijde, Leffinge, Snaaskerke, Zandvoorde
Deelgemeenten: Oostende · Stene · Zandvoorde 

Wijken: Centrum · Hazegras · Hoge Barrière · Konterdam · Mariakerke·Nieuwe Koers · Oud Hospitaal-Petit Paris · Raversijde · Vogelzang · Vuurtorenwijk · Westerkwartier

Belgische gemeenten · Arrondissement Oostende · West-Vlaanderen · Vlaanderen